# Gennaro Ursino
Gennaro Ursino   (Roio del Sangro, 1650 - Nàpols, 1715) va ser un compositor i professor italià.
Als dotze anys, va ingressar al Conservatori Superior de la "Pietà dei Turchini" de Nàpols, on fou deixeble de Giovanni Salvatore. Després de completar els seus estudis el 1673, succeí al seu mestre, que el mateix any esdevingué director del Conservatori de "Poveri de Gesù Cristo". Des de 1675, ocupant el càrrec de segon mestre, esdevé assistent de Francesco Provenzale, director del conservatori. Amb la mort d'aquest últim, que es va produir a l'abril de 1701, Gennaro es va convertir en primer mestre de l'institut. De 1688 a 1695 va ser també director del Conservatori de "Poveri de Gesù Cristo", prenent el lloc del difunt Salvatore. A més, de 1701 a 1715 va ser mestre de cor a "Santa Casa dell'Annunziata", a l'església de Santa Maria a Pòrtic i a la "Casa Professa i Collegio dei Gesuiti". Gennaro Ursino va tenir alumnes com Francesco Mancini i Giuseppe Porsile entre d'altres.

## Obres
- Pandora (comèdia, 1690)
- It trionfo della croce en la vittoria de Costantino (scherzo dramàtic, llibret de Giacomo Badiale, 1690)
- Impuls Iratus in coelos (Faula harmònica, 1697)
- Beatus vir per 2 violins i violoncel
- Beatus vir per 4 violins i violoncel
- Beatus vir per contralt sola, 2 violins i 2 violes
- Dixit per 6 violoncels i violí
- Laetatus suma per 4 cors

Diversos motets per "li Santissimi Apostoli" per soprano, contralt, tenor, baix i baix continu
- Nisi Dominus per 4 cors
- Nisi Dominus per 5 veus "sopra a soggetto"